# Typ B (U-Boot)
Die U-Boot-Klasse Typ B (jap. 甲標的乙型[潜水艦], kō-hyōteki otsu-gata [sensuikan], „Klasse der Typ B U-Boote“) war die geplante Ablösung der 1938 von der Kaiserlich Japanischen Marine entwickelten Typ A-Klasse von Kleinst-U-Booten. Es wurde jedoch nur ein Prototyp zu Erprobungszwecken gebaut, bevor man sich ab 1943 der Entwicklung der Typ C-Klasse widmete.

## Entwicklungsgeschichte
Die ersten Konzeptionen der Klasse „Typ B“ (eigentlich otsu aus dem kō-otsu-hei-tei-Nummerierungssystem) lagen der japanischen Marineführung bereits 1942 vor. Sie resultierten aus den technischen Eigenarten des „Typs A“, der nur eine begrenzte Reichweite aufwies und daher auf externe Trägersysteme angewiesen war, die ihn bis nahe an das Ziel heranbrachten. Größtes Manko war allerdings die fehlende Nachlademöglichkeit der Batterien während des Einsatzes. Bereits im Oktober 1942 konnte in Kure der Prototyp des „Typs B“ auf Kiel gelegt werden. Er erhielt die Kennung Ha-53. Neben einem Elektromotor für die Unterwasserfahrt, der bei 18,5 kn eine Reichweite von 120 sm gestattete, verfügte HA-53 über einen 40 PS starken Dieselmotor, der bei Überwasserfahrt eine Reichweite von 350 sm hatte. Im Notfall konnte dieser Dieselmotor die leeren Batterien innerhalb von 18 Stunden bei Überwasserfahrt vollständig laden. Als Primärbewaffnung verfügte das Boot über zwei übereinanderliegende Torpedos im Bug. Ebenso war ein drittes Besatzungsmitglied für die Ablösung bei längeren Einsätzen an Bord.
Die Erprobungsfahrten von Ha-53 verliefen sehr erfolgreich und offenbarten nur geringe Schwächen. Es erfolgte aber keine Serienfertigung mehr. Stattdessen flossen die Erfahrungen und Verbesserungsmöglichkeiten gleich in die Serienproduktion des „Typs C“ ein, die bereits 1943 begonnen hatte. Über Kampfeinsätze von Ha-53 wurde nichts bekannt.